# Merluccius hubbsi
La merluza argentina (Merluccius hubbsi) es un pez de la familia de los merlúcidos que habita la costa oriental del Cono sur, desde los 28° de latitud sur hasta la zona de las Islas Malvinas. 
Es una especie de crucial importancia económica, pescándose grandes cantidades anualmente; constituye una de las principales exportaciones pesqueras de la Argentina.

## Anatomía
Posee una coloración gris claro en la cabeza y dorso, y color blanco tiza en la zona del vientre. Es de cuerpo fusiforme, con la cabeza corta y de forma cónica. Las aletas pectorales son cortas y anchas; presenta dos aletas dorsales, la primera con 9 a 12 espinas y la segunda con 34 a 40, y una aleta pélvica de 36 a 41. La aleta caudal es trunca. Las escamas son de buen tamaño. Las tallas máximas se registran en las hembras de la especie, que superan en tamaño a los machos a partir del tercer año de vida, alcanzando hasta 95 cm de largo frente a los 60 cm de los machos.

## Hábitat y biología
Se reproduce casi todo el año, con dos períodos más marcados, durante el invierno cerca de la costa de Cabo Frío, en Brasil y en verano en la costa norte de la Patagonia argentina. Habita a una profundidad media de 200 m, en temperaturas en el orden de los 5°. Se concentra durante el verano en las aguas poco profundas al sur del paralelo 40, retornando al norte en el invierno. El macho alcanza su madurez con alrededor de 36 cm y con 40 cm en hembras. 
Se alimenta de peces más pequeños (anchovetas, otras merluzas, etc.) calamares y zooplancton y también se alimentan de especies que están sobre la superficie y lo hacen de noche.